# 1858 en science-fiction
| Années de la science-fiction : 1855 - 1856 - 1857 - 1858 - 1859 - 1860 - 1861    |
| Décennies de la science-fiction : 1820 - 1830 - 1840 - 1850 - 1860 - 1870 - 1880 |

L'année 1858 a connu, en matière de science-fiction, les faits suivants :

## Naissances et décès

### Décès
- 13 juillet : Jane Wells Webb Loudon, écrivaine anglaise et une des premières pionnières de la science-fiction féministe[1], née en 1807, morte à 50 ans.